# Manduca muscosa
The Muscosa Sphinx (Manduca mucosa) là một loài bướm đêm thuộc họ Sphingidae. Loài này có ở miền nam và miền tây Arizona in tropical và subtropical lowlands và premontane forests và cây sồi woodland, then phía nam through México, Belize, Guatemala, Nicaragua và Costa Rica.

## miêu tả
Sải cánh dài 100–126 mm. It is similar to Manduca sesquiplex but the forewing is much less elongate, the ground colour of the body và wings is darker, almost olive và the pale bands on the hindwing are less prominent.

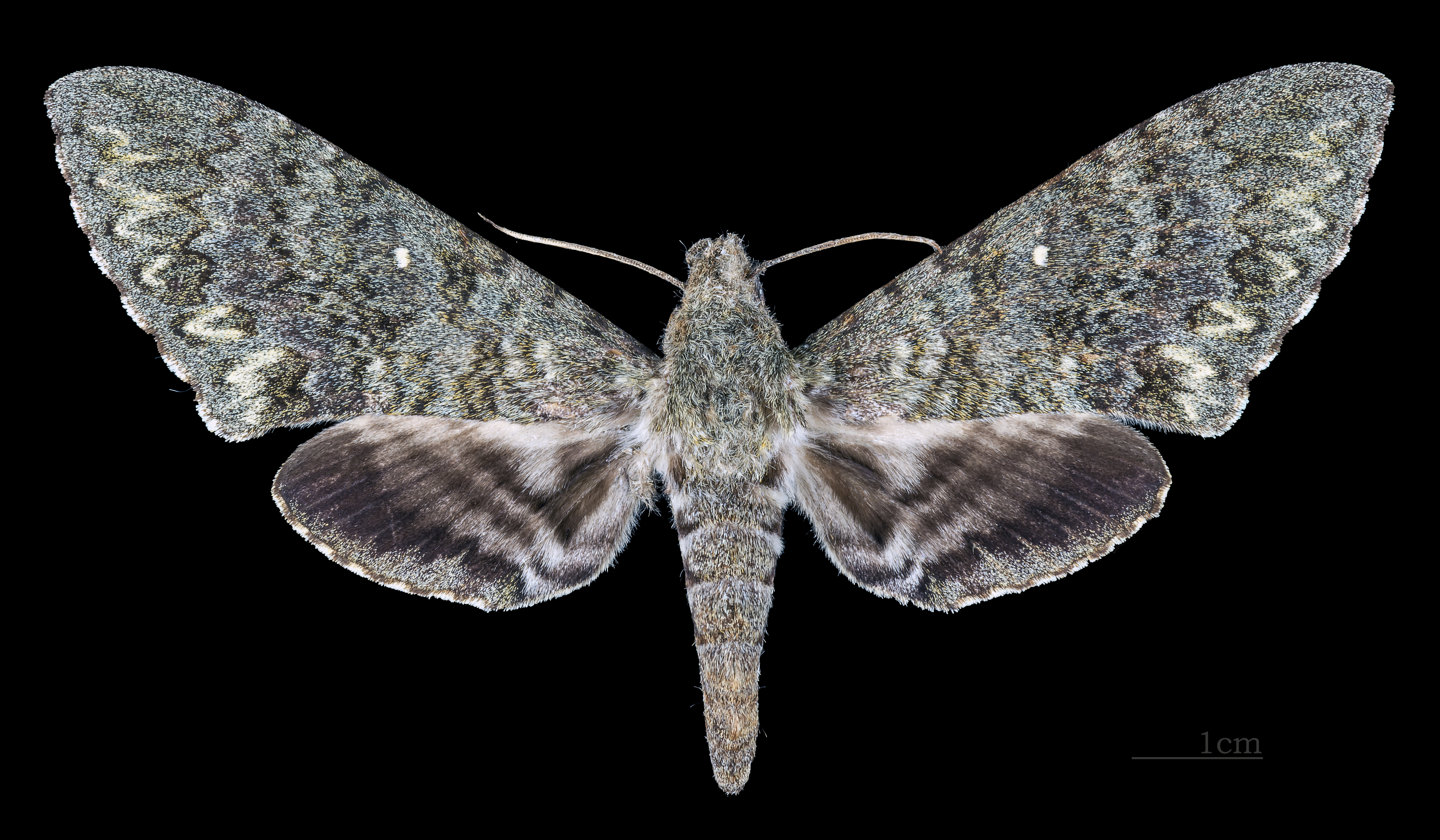
Manduca muscosa  ♀
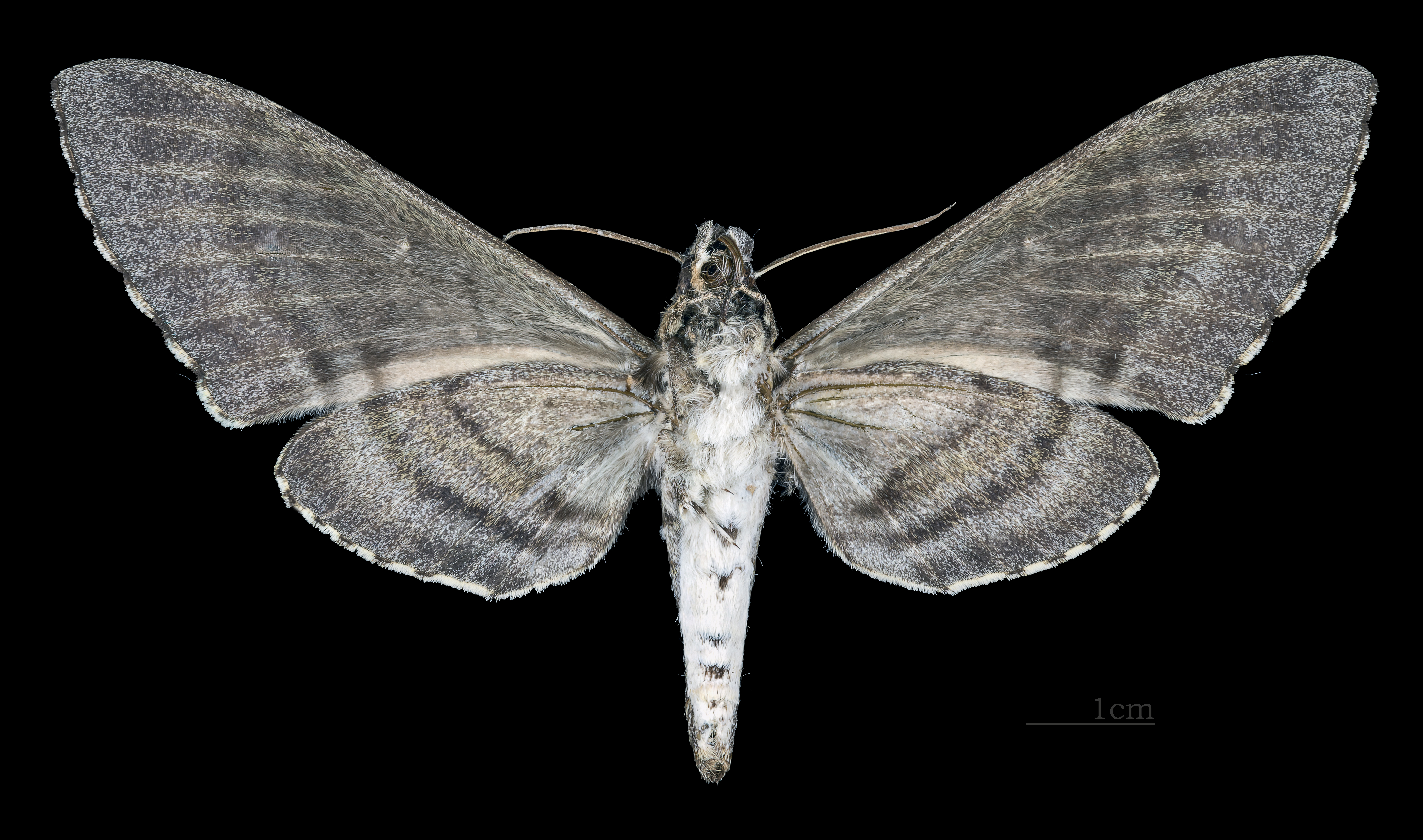
Manduca muscosa ♀ △

## sinh học
Có một lứa một năm con trưởng thành bay từ mid-July to đầu tháng 8 in miền nam Arizona. In Costa Rica, adults are on wing từ tháng 5 đến tháng 11.
Ấu trùng ăn Verbesina gigantea, Lasianthaea fruticosa, Eupatorium albicaule, Viguiera dentate, Eupatorium albicaule, Lantana camara, Helianthus annuus và Jacaranda caroba.